# Rhabdontolaimus magnus
Rhabdontolaimus magnus är en rundmaskart. Rhabdontolaimus magnus ingår i släktet Rhabdontolaimus och familjen Diplogasteridae. Inga underarter finns listade i Catalogue of Life.